# Дом Линь
Дом Линь (Ligne) — старейшее из существующих (после дома Капета) семейство с территории Южных Нидерландов, сначала баронское, затем княжеское. Упоминается на страницах источников с XII века. Семейная резиденция — дворец-замок Белёй в 10 км к югу от города Ас в Эно. Младшую ветвь этого рода составляют князья и герцоги Аренберги.
Сеньория Линь лежит в пределах современной Бельгии, между Турне и Асом. Во времена крестовых походов бароны Линь упоминаются как приближённые графов Геннегау. Хронист, описывающий битву при Бувине (1214), отмечал их великую знатность. В 1302 году глава семейства сложил голову в Битве золотых шпор. Его ближайшие наследники носили в Геннегау титул пэров и распорядителей придворных церемоний.
После перехода Геннегау к герцогам Бургундским бароны Линь верно служили этим последним. Мишель III де Линь (ум. 1469) разделил семейные владения между сыновьями Жаном и Гийомом. От них происходят две линии дома Линь, продолжающиеся по сегодняшний день, — княжеская (принцы де Линь) и герцогская (герцоги Аренберги).
Князья (или принцы) де Линь происходят от брака упомянутого Жана де Линя с Жаклин де Крой — младшей дочерью Антуана Великого. За свою помощь в управлении Бургундскими Нидерландами при Карле Смелом и его дочери Марии он был удостоен ордена Золотого руна. Центром его владений был город Рубе. В 1479 году попал в плен к французам и смог освободиться только ценой внесения крупного выкупа. Участвовал в подавлении сопротивления Гента и Брюгге габсбургскому владычеству.
Единственный сын Жана, Антуан де Линь, прославился доблестью в сражениях с французами, заслужив от них прозвание le Grand Diable. В частности, он отвоевал у французской короны Турне, Ла-Фер и Мортань. Антуан был женат на Филипотте из рода Люксембургов. Император Максимилиан дозволил ему принять титул графа Фалькенбергского, а Генрих VIII — принца Мортаньского. В последние годы жизни Антуан основал рыцарский орден Волка и приступил к перестройке замка Белёй, в котором умер его отец.

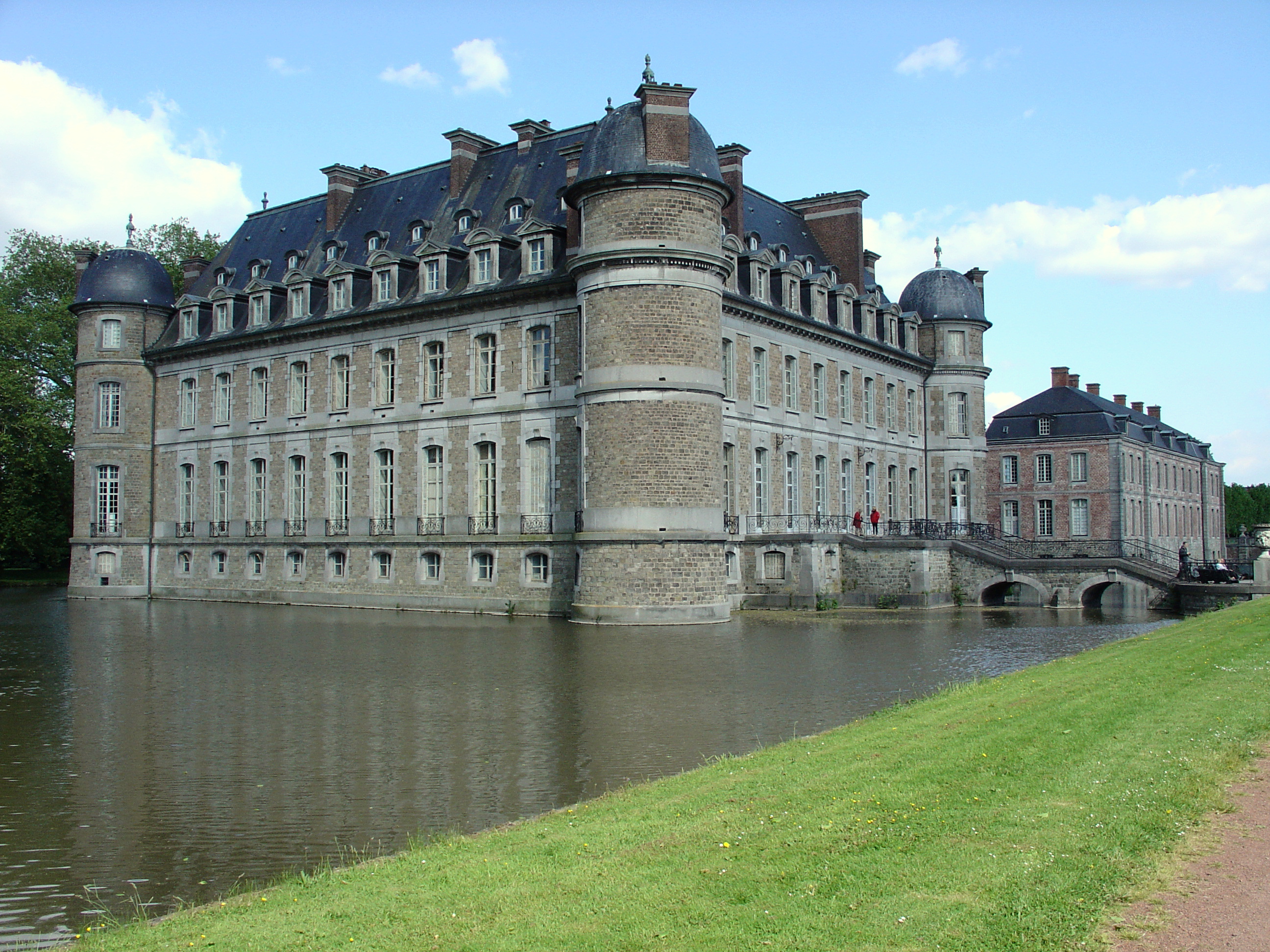
Белёйская резиденция Линей

Приведение Белёя к его нынешнему виду стало делом десяти последующих поколений Линей. Каждое из них прибавляло к семейной титулатуре новые пункты. Сын Антуана, Жак, в 1544 году стал первым графом де Линем, а его сын Филипп унаследовал от матери титул бургграфа Лейденского.
Сын Филиппа, Ламорал де Линь (1563—1624), умножил семейное благосостояние путём брака с наследницей Меленского дома, имущество которого было конфисковано испанской короной за участие в Нидерландской революции. Этот брачный союз принёс в дом Линей княжество Эпенуа и графство Рубе на юге Фландрии, а также замок Антуэн. В 1601 году император Рудольф II даровал Ламоралу княжеское достоинство Священной Римской империи.
Сын Ламорала, принц Флорис де Линь, женился на внучке герцога Меркёра из Лотарингского дома. Французское правительство во главе с герцогом Сюлли вернуло Эпенуа роду Меленов, но Флорис компенсировал утрату приобретением у барона Бурлемона титула принца д’Амблиза. (Этот титул с 1416 года носили предки барона из семейств Апремонов и Англюров). Потомки Флориса в течение всего XVII века предпочитали жить в Брюсселе и ничем выдающимся на службе испанских королей себя не проявили.
После перехода Южных Нидерландов к австрийским Габсбургам принц Клод-Ламораль и его сын Шарль-Жозеф дослужились в Вене до чина фельдмаршала и были допущены в имперский государственный совет. Клод-Ламораль был женат на представительнице Зальмского дома, а Шарль-Жозеф — на дочери князя Эммануила Лихтенштейна. Он состоял в регулярной переписке с Вольтером и Руссо и оставил интереснейшие мемуары, в частности, о своей службе у Потёмкина. Умер прямо во время заседания Венского конгресса.
Старший сын принца Линя — Шарль (1759—1792), состоял при Суворове под Измаилом, получил ранение и по представлению Суворова был награждён орденом Св. Георгия III класса. Вскоре после этого он погиб в бою с французами. От брака с польской княжной Масальской (из Рюриковичей) оставил дочь Сидонию, вышедшую замуж за своего сводного брата (пасынка своей матери) сенатора графа Францишека Станислава Потоцкого.

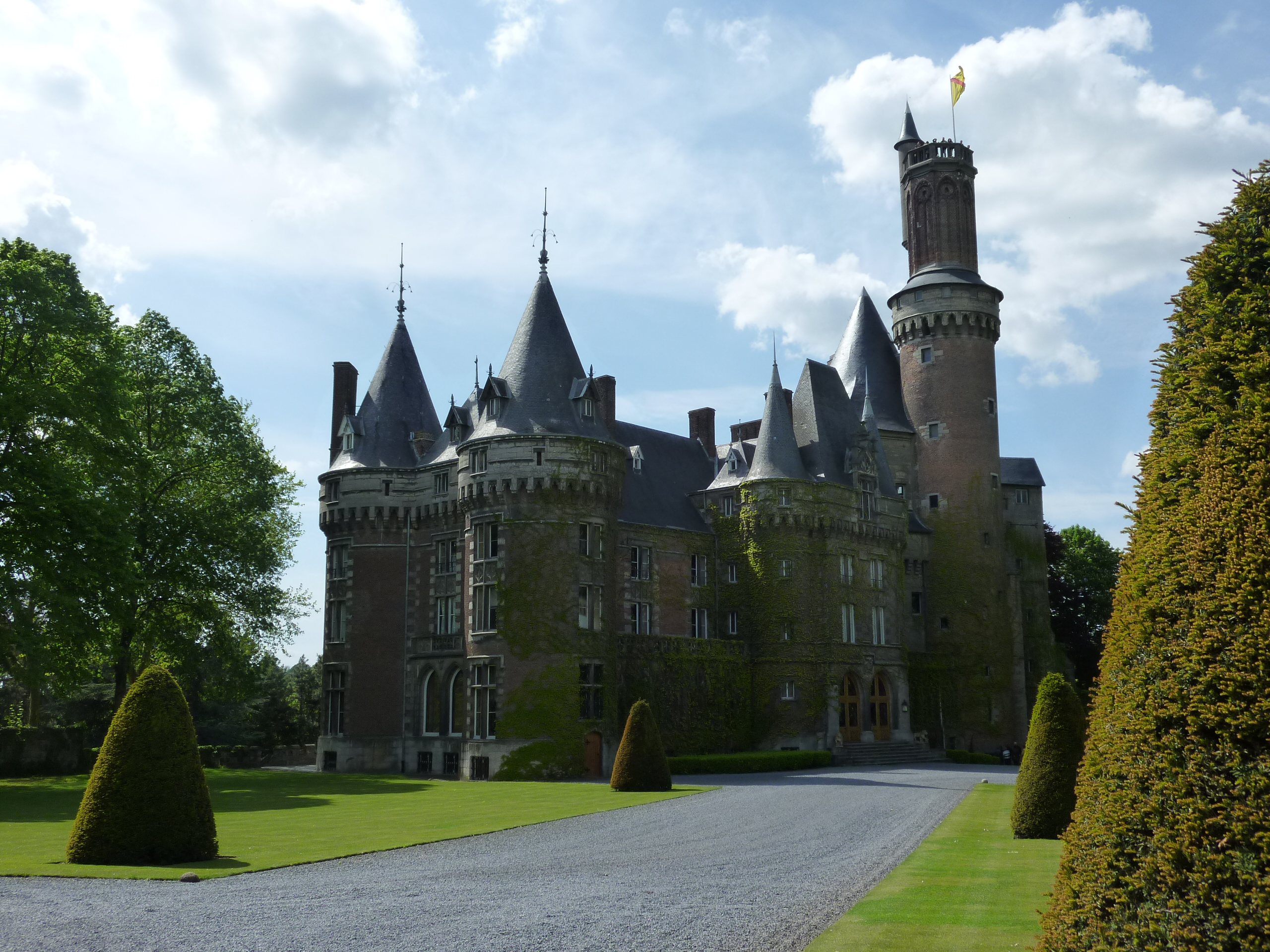
Замок Антуэн

После смерти престарелого фельдмаршала его титулы и владения унаследовал внук, князь Эжен I де Линь. Он слыл одним из самых состоятельных людей в Бельгии и потратил миллионы на перестройку Виолле-ле-Дюком фамильного замка Антуэн в духе неоготики. Также не скупился на украшение особняка в Брюсселе; дирижировать оркестром на его балах приезжал из Вены сам Штраус. После создания Бельгийского королевства принц Линь — одно из самых доверенных лиц короля Леопольда, представлявшее его на таких мероприятиях, как коронация Александра II в Кремле.
Потомство Евгения де Линя, как и он сам, тяготело скорее к французской культуре и парижским вкусам. На протяжении четырёх поколений супруги принцев происходили из среды французской аристократии: Ларошфуко, Талейранов, Ноай. Принц Эжен II (1893—1960) возглавлял бельгийские посольства в Индии (1947—1951) и Испании (1951—1958). Затем во главе семейства встал его сын, принц Антуан де Линь (1925—2005). Его супруга Аликс была сестрой Жана, великого герцога Люксембургского; сын женат на бразильской принцессе Орлеанского дома; сестра замужем за младшим сыном австрийского императора Карла. С кончиной Антуана дом возглавил его сын Мишель (род. в 1951).
В 1957—1959 годах принц Антуан совершил экспедицию в Антарктику. Его самолёт исчез с экранов радаров. Поиски продолжались два дня и закончились благополучно: принца-путешественника подобрал советский пилот Виктор Перов.